# Unibet Tietema Rockets/Saison 2025
Diese Liste beschreibt die Mannschaft und die Siege des Radsportteams Unibet Tietema Rockets in der Saison 2025.

## Mannschaft
| Teamkader 2025              | Teamkader 2025    | Teamkader 2025         | Teamkader 2025                                   |
| Name                        | Geburtsdatum      | Land                   | Vorheriges Team                                  |
| --------------------------- | ----------------- | ---------------------- | ------------------------------------------------ |
| Joren Bloem                 | 21. Dezember 1999 | Niederlande            | À Bloc CT (2022)                                 |
| Davide Bomboi               | 27. März 2000     | Belgien                | Elevate p/b Home Solution Soenens (2022)         |
| Martijn Budding             | 31. August 1995   | Niederlande            | Riwal Cycling Team (2022)                        |
| Giovanni Carboni            | 31. August 1995   | Italien                | JCLTeam Ukyo (2024)                              |
| Cedrik Bakke Christophersen | 11. Dezember 2001 | Norwegen               | Team Coop-Repsol (2023)                          |
| Hartthijs de Vries          | 11. Juli 1996     | Niederlande            | Metec-Solarwatt p/b Mantel (2022)                |
| Odd Christian Eiking        | 28. Dezember 1994 | Norwegen               | Uno-X Mobility (2024)                            |
| Owen Geleijn                | 14. Januar 2001   | Niederlande            | Jumbo-Visma Development Team (2023)              |
| Axel Huens                  | 5. September 2001 | Frankreich             | Circus-Re Uz-Technord (2023)                     |
| Baptiste Huyet              | 6. Juli 2000      | Frankreich             | Bourg-en-Bresse Ain Cyclisme (2023)              |
| Kevin Inkelaar              | 8. Juli 1997      | Niederlande            | Leopard Pro Cycling (2022)                       |
| Jelle Johannink             | 22. Oktober 1996  | Niederlande            | À Bloc CT (2023)                                 |
| Tomáš Kopecký               | 8. April 2000     | Tschechien             | À Bloc CT (2022)                                 |
| Lukáš Kubiš                 | 31. Januar 2000   | Slowakei               | Elkov-Kasper (2024)                              |
| Zeb Kyffin                  | 23. Februar 1998  | Vereinigtes Königreich | Saint Piran (2023)                               |
| Lander Loockx               | 25. April 1997    | Belgien                | Team Deschacht-Group Hens-Containers Maes (2023) |
| Adrien Maire                | 17. November 2000 | Frankreich             | AVC Aix-en-Provence (2023)                       |
| Sergio Meris                | 10. März 2001     | Italien                | MBH Bank Colpack Ballan (2024)                   |
| Wessel Mouris               | 30. Dezember 2002 | Niederlande            | Metec-Solarwatt p/b Mantel (2024)                |
| Sebastian Nielsen           | 27. August 2000   | Dänemark               | ColoQuick (2023)                                 |
| Charles Paige               | 7. Juli 2001      | Vereinigtes Königreich | Bourg-en-Bresse Ain Cyclisme (2023)              |
| Abram Stockman              | 31. Juli 1996     | Belgien                | Saris Rouvy Sauerland Team (2022)                |
| Andreas Stokbro             | 8. April 1997     | Dänemark               | Leopard TOGT Pro Cycling (2023)                  |
| Adam Ťoupalík               | 9. Mai 1996       | Tschechien             | Elkov-Kasper (2023)                              |
| Killian Verschuren          | 20. Oktober 2002  | Frankreich             | Decathlon AG2R La Mondiale Development (2024)    |
|                             |                   |                        |                                                  |
| Quelle: ProCyclingStats     |                   |                        |                                                  |

## Siege
| Siege    | Siege                              | Siege      | Siege  | Siege       | Siege |
| Datum    | Rennen                             | Staat      | Klasse | Sieger      |       |
| -------- | ---------------------------------- | ---------- | ------ | ----------- | ----- |
| 23. Mär. | Grand Prix Cholet-Pays de la Loire | Frankreich | 1.1    | Lukáš Kubiš |       |

## UCI-Weltranglisten-Platzierungen
| UCI-Ranking | UCI-Ranking | UCI-Ranking | UCI-Ranking |
| Fahrer      | Fahrer      | Land        | Punkte      |
| ----------- | ----------- | ----------- | ----------- |